# Aspach (bei Backnang)
Aspach este o comună din landul Baden-Württemberg, Germania. Din cauză că există mai multe localități cu acest nume, atunci când este necesar se precizează astfel: Aspach (bei Backnang) (Aspach de lângă orașul Backnang).
1. ↑   http://www.statistik.baden-wuerttemberg.de/BevoelkGebiet/Bevoelkerung/01515020.tab?R=GS119087 Lipsește sau este vid: |title= (ajutor)